# 慈悲麻立干
慈悲麻立干（じひ まりつかん、生年不詳 - 479年）は、新羅の第20代の王（在位:458年 - 479年）であり、姓は金。先代の訥祇麻立干の長男であり、母は第18代実聖尼師今の娘、王妃は訥祇麻立干の弟の舒弗邯（1等官）の未斯欣の娘。458年8月に先王の死去に伴い、王位についた。『三国遺事』王暦では母の名を阿老夫人、王妃を巴胡葛文王未叱希角干の娘とする。

## 治世
度々倭人と戦い、倭人の侵入に備えていくつもの城を築いたことが伝わっている。また、高句麗・靺鞨からも北部辺境の悉直（江原道三陟市）への侵入も受けており、何瑟羅（江原道江陵市）の住民を徴発して泥河（南大川）沿いにも城を築き、高句麗に備えた。西北方面に対しても、470年に三年山城（忠清北道報恩郡）を築き、以後この城を足がかりにして朝鮮半島中央部への領域拡大が進められた。
475年には高句麗の長寿王が百済に攻め入った際には、蓋鹵王が救援を求めてきた（羅済同盟）ために慈悲麻立干は援軍を送ったが、援軍が到着したときには既に百済の都漢城（ソウル特別市）は陥落しており、蓋鹵王も殺害されていた。このことに危機感を抱いたのか、この後に居城を明活城（慶州市普門里）に移している。
在位22年にして479年2月3日に死去したと伝えられる。埋葬地は伝わらない。